# Bombardování láskou

I když se bombardování láskou používá pro pozitivní i negativní účely, je identifikováno jako možná součást cyklu zneužívání.

Bombardování láskou či někdy milostné bombardování (anglicky Love bombing) je snaha ovlivnit druhou osobu prostřednictvím projevů pozornosti a náklonnosti. Tento přístup může být využíván různými způsoby, a to jak s pozitivním, tak negativním úmyslem. Psychologové identifikovali bombardování láskou jako možnou součást cyklu zneužívání a varují před jeho užíváním. Pojem byl popisován jako forma psychologické manipulace, jejímž cílem je vytvořit pocit jednoty uvnitř skupiny lidí, která vnímá okolní jedince jako nepřátelské. Klinický psycholog Oliver James v roce 2011 ve své knize Love Bombing: Reset Your Child's Emotional Thermostat obhajoval využití bombardování láskou jako prostředku pro rodiče ke zlepšení emočního stavu svých dětí.

## Definice a analýza
Termín bombardování láskou byl vytvořený členy Jednotící církve Spojených států v 70. letech 20. století a používali jej také členové organizace Family International. Psycholožka Margaret Singerová se tomuto pojmu věnovala ve svých pracích, a to zejména ve své knize Cults in Our Midst z roku 1996. Popisuje v ní, že když nový člověk projeví zájem o to, stát se členem kultu, tak může být ze strany vedení kultu nebo jiných členů zahrnutý intenzivními projevy náklonnosti, které se nazývají bombardování láskou. Dále přidává informace, že tato taktika, která nabízí iluzi okamžitého přátelství, je účinným nástrojem, díky němuž skupiny a kulty často dosahují úspěchu při získávání nových členů.

## Bombardování láskou jako metoda zneužívání ve vztazích
Moderní sociální média mohou účinky bombardování láskou zesilovat, protože umožňují agresorovi téměř neustálý kontakt a komunikaci se svou obětí. Jedním z hlavních znaků bombardování láskou na začátku vztahu je intenzivní pozornost během krátkého období a tlak na velmi rychlé uzavření závazku vůči druhé osobě. Psychiatr Dale Archer popisuje fáze bombardování láskou pomocí zkratky anglické IDD vzniklé z anglických slov: Intense Idealization, Devaluation, Discard (Repeat). Znamená to intenzivní idealizace, devalvace a odvržení (opakování) a proces identifikace tohoto vzorce chování označuje zkratkou SLL (z anglických slov Stop, Look, and Listen: „Zastav se, podívej se a poslouchej.“ Po této analýze je možné přerušit kontakt s agresorem a zároveň hledat podporu u rodiny a přátel.
Dalším ukazatelem bombardování láskou je intenzivní zahrnování oběti projevy náklonnosti, dárky a přísliby budoucnosti společně s manipulátorem, což má oběť přimět cítit nebo uvěřit, že jde o „lásku na první pohled“. Tyto projevy náklonnosti a potvrzení mohou zprvu naplňovat emoční potřeby oběti a nejevit se jako škodlivé, což ještě umocňuje pocit zamilovanosti na začátku vztahu, takže to oběti nepůsobí obavy. Po počátečním nadšení však manipulátor může začít reagovat hněvem, pasivní agresí chováním nebo obviněními z sobectví, pokud oběť projeví zájem věnovat svoji pozornost věcem a lidem, které se netýkají vztahu s agresorem. Pokud oběť nesplní požadavky manipulátora, nastává fáze devalvace: agresor přestává projevovat jakoukoliv náklonnost nebo pozornost oběti a místo toho oběť trestá způsoby, které považuje za efektivní: křikem, ponižováním, šikanou, ignorováním nebo dokonce fyzickým násilím.
Pojem bombardování láskou byl také použit k popisu taktik, které pasáci a členové gangů využívají k ovládání svých obětí.

## Rozlišení bombardování láskou od prosté náklonnosti a dvoření
Nadměrná pozornost a náklonnost nemusí vždy nutně znamenat přítomnost bombardování láskou. Důležitá je absence záměru nebo vzorce dalšího zneužívání. Archer vysvětluje, že klíč k pochopení toho, jak se liší bombardování láskou od prostého romantického dvoření je, že se podíváme na to, co se stane, když se dva lidé oficiálně stanou párem. Za předpokladu, že přehnané projevy náklonnosti pokračují neomezeně dále, pokud činy odpovídají slovům a neexistuje v procesu devalvace, tak se pravděpodobně nejedná o bombardování láskou. Tolik přehnané pozornosti bude jistě časem poněkud otravné, ale samo o sobě není patologické.
Britský autor a psycholog Oliver James doporučoval bombardování láskou jako techniku pro rodiče, kteří pomocí ní zlepšit vztah svým problémovým dětem. Popsal to jako „věnování času pouze dítěti, jeho hýčkání a zahrnování pozorností a náklonností". V rámci možností také uspokojování každého přání dítěte. V roce 2011 novinářka Heidi Scrimgeour z The Daily Express tuto techniku vyzkoušela na svém synovi. Popisovala, že metoda není obtížná. Projevování náklonnosti, lásky a pozornosti k dítěti pozitivně ovlivnilo její vztah se synem, ale překvapilo ji, že se změnilo i její vlastní chování. Bombardování láskou jí umožnilo nahlédnout na dítě z jiného úhlu pohledu a její syn obdržel náklonnost a lásku, což mu dalo pocit, že je oceňovaný a milovaný. Toto mohlo mít pozitivní vliv na jeho chování a psychiku.